# Tremblecourt
 Tremblecourt  es una población y comuna francesa, en la región de Lorena, departamento de Meurthe y Mosela, en el distrito de Toul y cantón de Domèvre-en-Haye.

## Demografía
| 189 | 172 | 175 | 199 | 167 | 152 |
| Para los censos de 1962 a 1999 la población legal corresponde a la población sin duplicidades (Fuente: INSEE [Consultar]) |     |     |     |     |     |